# 太平桥 (歙县)
歙县太平桥又名河西桥，民间俗称寡妇桥、人皮桥，是位于中国安徽省黄山市歙县徽城镇城西练江上的一座纵列式法券大型联拱石拱桥，长268米，宽7.1米，高9.5米，十六孔，孔径12.4-16米不等，为安徽省最大的古石桥，有“千里江南第一桥”之誉。

## 位置
太平桥位置在徽州府城西门潮水门外练江上，旧日府属西四县（婺源、祁门、黟县、休宁）均由此入城，此桥上游为练江大桥（原为万年桥），下游为紫阳桥，西侧桥头正对太白楼和新安碑园。

## 历史
南宋端平元年（1234）始建浮桥，名为庆丰桥，元末毁于兵乱，明初架木桥，弘治年间改为十六孔石拱桥，据称此桥为李寡妇斥巨资修建，但她却因此桥违制而获罪惨死。万历年间整修，清康熙五十六年（1717）重建，乾隆九年(1744年)扩建，道光十七年（1837年）和二十二年（1842年）两次遭洪水冲击，道光二十三年（1843年）重修，至咸丰二年（1850年）竣工。光绪十一年（1885年）和二十三年（1897年）又整修2次。民国十八年（1929年）通行汽车。1996年加固维修。原桥身与分水垛用红色粉砂岩砌成，桥面与栏杆用青色泥灰质角砾岩，1969年7月5日特大洪水，桥面与栏杆被洪水冲毁，灾后将桥面改为钢筋混凝土结构，并在两侧悬挑加筑人行道和架装栅栏。桥中心原有桥亭，亭内北面供奉佛像，两旁立碑记，1949年后拆除，碑记移至太白楼。

## 保护
1981年，该桥列为安徽省文物保护单位。2019年10月升级为全国重点文物保护单位。